# Exit Ghost
Exit Ghost ist ein Roman des amerikanischen Schriftstellers Philip Roth. Wie viele Romane aus Roths Spätwerk kreist die Handlung um die Themen Alter, Tod und den körperlichen wie geistigen Verfall. In den Mittelpunkt des Romans hat Roth – nach eigener Aussage zum letzten Mal – Nathan Zuckerman, sein Alter Ego aus früheren Werken, gestellt. Der inzwischen gealterte Zuckerman erfährt die Konfrontation mit verschiedenen Figuren aus seiner eigenen Vergangenheit wie auch mit Vertretern einer jungen, noch mitten im Leben stehenden Generation.
Der Roman erschien erstmals im September 2007 beim amerikanischen Verlag Houghton Mifflin, die deutsche Übersetzung von Dirk van Gunsteren im Februar 2008 im Carl Hanser Verlag. Die Aufnahme des Romans war sowohl in den amerikanischen als auch den deutschsprachigen Feuilletons geteilt.

## Inhalt

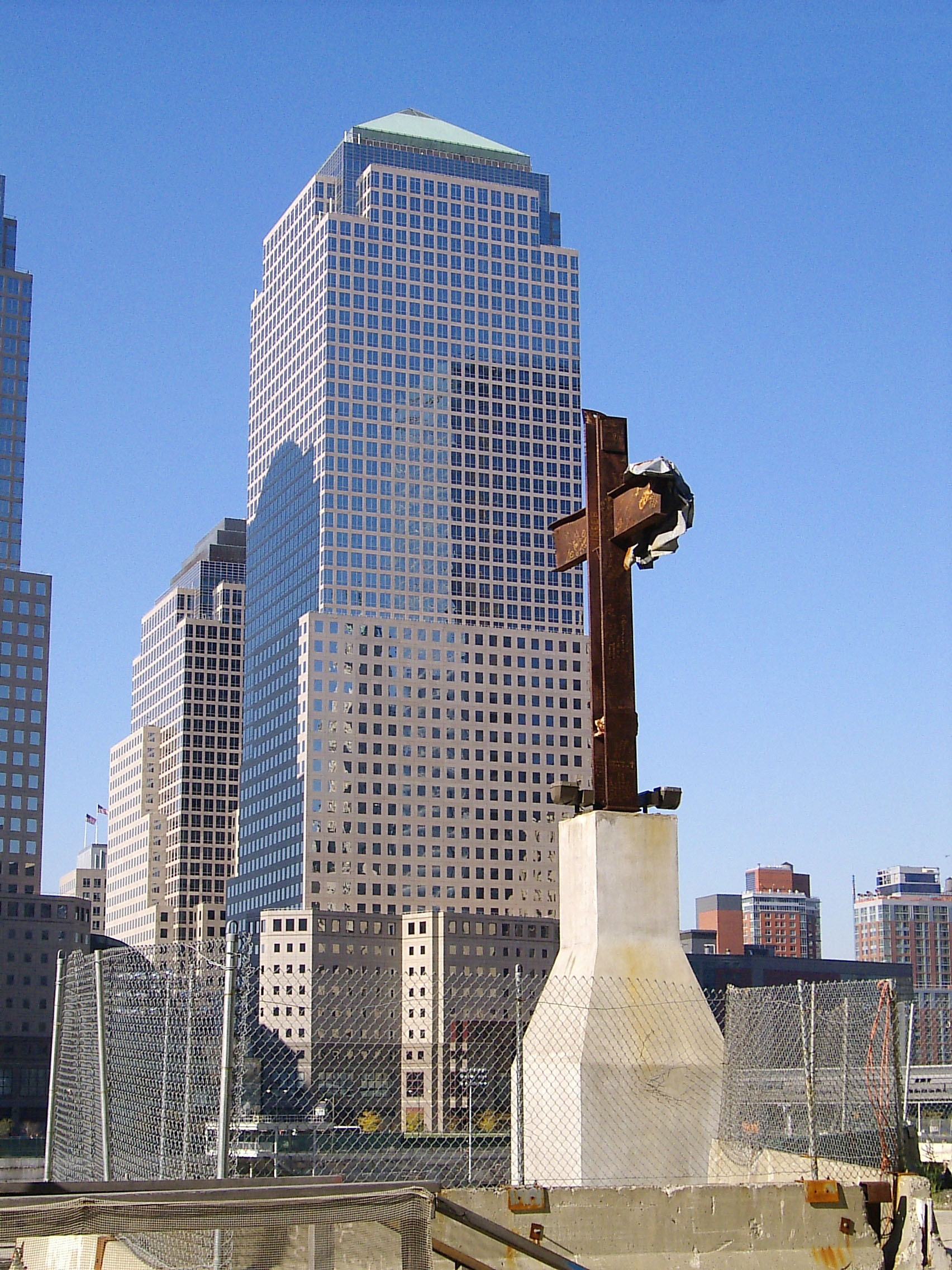
Ground Zero – Zuckerman kehrt ins New York nach dem 11. September zurück.

Seit 11 Jahren hat sich Nathan Zuckerman aus der Welt zurückgezogen und lebt abgeschieden in den Bergen Neuenglands, wo er die Medien und die Öffentlichkeit meidet. Ein Grund für seinen Rückzug ist eine Serie von Morddrohungen, die er auf Postkarten mit dem Bildnis des Papstes Johannes Paul II. erhalten hat. Ein weiterer Grund ist sein altersbedingter Abbau, körperlich in Form sowohl Impotenz als auch Inkontinenz als Folge einer Prostata-Krebs-Operation, geistig in Form vermehrter Gedächtnisaussetzer, die ihm seine Arbeit als Schriftsteller immer mühevoller gestalten. Mit 71 Jahren führt ihn ein chirurgischer Eingriff an der Prostata wieder zurück nach New York City. In der Großstadt trifft er zuerst auf die Bücher des von ihm verehrten, doch inzwischen von der Öffentlichkeit vergessenen Literaten E. I. Lonoff, anschließend auf dessen von Zuckerman ebenfalls einst verehrte Muse Amy Bellette, die inzwischen gleichfalls gealtert an einem Hirntumor leidet.
Zuckerman überrascht sich selbst mit dem unvermittelten Entschluss, auf die Annonce des jungen Schriftstellerehepaars Billy Davidoff und Jamie Logan in der New York Review of Books zu antworten. Das Paar will als Reaktion auf die Terroranschläge am 11. September 2001 New York für ein Jahr verlassen und annonciert deswegen den Tausch seiner Stadtwohnung gegen ein abseits gelegenes Landhaus wie jenes von Zuckerman. Bei der Besichtigung der Wohnung lernt Zuckerman das Paar näher kennen, und sie verfolgen gemeinsam den Wahlabend der Präsidentschaftswahl 2004. Während der Wahlsieg George W. Bushs für das liberal eingestellte Paar zu einer persönlichen Katastrophe wird, zeigt sich Zuckerman vor allem fasziniert von der erotischen Ausstrahlung der 30-jährigen Jamie, die in ihm Begierden weckt, die sein Körper nicht mehr erfüllen kann. So sublimiert Zuckerman seine Leidenschaft in fiktiven Texten zwischen einem Er und einer Sie, in denen er eine Beziehung ausmalt, die zwischen dem realen Zuckerman und der realen Jamie nicht entstehen wird.
Zuckerman sieht sich im Spannungsfeld zwischen alten Menschen wie ihm, die alles „nicht mehr“ sind, und jenen jungen Menschen, die alles „noch nicht“ sind. Zu Letzteren gehört insbesondere Jamies Jugendfreund Richard Kliman, der Zuckerman gleichermaßen durch seinen Eifer und seine Zudringlichkeit wie seine Jugend und Vitalität abstößt. Kliman plant eine Biografie über E. I. Lonoff, die sich vor allem auf die vermeintliche Enträtselung eines jugendlichen Inzests zwischen Lonoff und seiner drei Jahre älteren Schwester stützen will. Zuckerman fühlt sich von dem jungen Mann herausgefordert, sieht ihn gleichermaßen als Rivalen um Jamie und will das Andenken Lonoffs und die von Klimans Nachforschungen bedrängte Amy Bellette vor ihm beschützen. Doch er merkt bald, dass er im Duell mit dem Jüngeren seine Kräfte überschätzt.
Nach einer abschließenden Auseinandersetzung mit Kliman, an deren Ende Zuckerman mit Lonoffs geheimnisumwittertem letztem Manuskript zurückbleibt, ohne den Drang zu verspüren, dieses zu lesen, sowie einer Abweisung seiner Annäherungsversuche durch Jamie erkennt Zuckerman, dass ihm nichts anderes bleibt, als New York wieder zu verlassen und sich in sein abgeschiedenes Heim zurückzuziehen. Er erfindet noch einen letzten Dialog zwischen seinen fiktiven Protagonisten Er und Sie, an dessen Ende es nicht zum geplanten Rendezvous der beiden kommt. Während sie sich auf dem Weg zu seinem Hotel befindet, löst er sich samt Gepäck in seinem Hotelzimmer auf und bleibt verschwunden.

## Form und Sprache
Verglichen mit seinen früheren Werken, ist Roths Stil laut dem englischen Literaturkritiker James Wood in seinem Spätwerk einfacher, härter und dringlicher geworden. Seine Sprache zeichne sich durch einen sparsamen, pragmatischen Stil aus, der seinen Gegenstand in den Mittelpunkt stelle und scheinbar ohne literarische Effekte auskomme. Tatsächlich fließe in den Text aber auf subtile und für den Leser kaum merkliche Art Roths Poesie ein, die gewöhnliche Worte in ungewöhnlichen Zusammenhängen verwende, etwa durch die Mixtur zweier Klischees in der Charakterisierung Klimans, der „bis auf die Zähne mit Zeit bewaffnet ist“. Typisch für Roths Spätstil seien auch lange und ungezügelte Dispute, die wirken wie aus dem Stegreif gesprochen, obwohl ihre Syntax genau gearbeitet sei, etwa in Zuckermans Schmährede gegen die moderne Kommunikation per Handy.
Im Aufbau des Romans verschränke Roth mehrere Realitätsebenen. Nicht Roth selbst ist der Erzähler, sondern sein literarisches Alter Ego Nathan Zuckerman. Der Roman werde zur intertextuellen Auseinandersetzung mit Roths früherem Roman Der Ghost Writer. Beide Romane kreisen mit Zuckerman und Lonoff um zwei erfundene Schriftsteller und deren fiktive Texte, wobei vier umfangreiche Er/Sie-Szenen von Zuckerman in die Handlung von Exit Ghost montiert sind. Sie erinnern in ihrer Form an den Dialog eines Dramas und spiegeln die realen Begegnungen zwischen Zuckerman und Jamie wider, verschmelzen zum Teil mit ihnen.

## Hintergrund und Interpretation

### Zuckermans Rückkehr und Abgang
In insgesamt zehn Büchern Philip Roths, angefangen von Der Ghost Writer bis zu Exit Ghost spielt die Figur Nathan Zuckerman eine wichtige Rolle. Dazu kommen zwei Erwähnungen in Mein Leben als Mann und Täuschung. Oft wurde Zuckerman als Alter Ego Philip Roths gewertet. Bereits mehrmals schien sich Roth von der Figur verabschiedet zu haben. Im Roman Gegenleben wird bereits eine Trauerrede auf Zuckerman gehalten, in Täuschung wird verkündet, er sei plötzlich gestorben. In der amerikanischen Trilogie der neunziger Jahre (Amerikanisches Idyll, Mein Mann, der Kommunist und Der menschliche Makel) fungierte er nur noch als Erzähler, während er in den drei Veröffentlichungen nach 2000 nicht mehr auftrat, bevor er in Exit Ghost seinen nach den Plänen des Autors letzten Auftritt hat.
Bereits im Titel verweist Exit Ghost auf Zuckermans ersten großen Auftritt in Der Ghost Writer, und auch inhaltlich schlägt der Roman den Bogen zurück auf Zuckermans Anfänge und spiegelt die damalige Konstellation. Nun ist Zuckerman der alte, berühmte Schriftsteller, den sich ein junger Kollege als Mentor erwählt. In Zuckermans damalige Rolle schlüpft Richard Kliman. Zwar weist Zuckerman den Jungen zurück, doch muss er sich eingestehen, dass dieser ihn an seine eigene Jugend erinnert. Und er sieht sogar eine ewige Wiederkehr desselben umtriebigen und elanvollen Menschentyps: „Die Juden können einfach nicht aufhören, solche Menschen hervorzubringen.“ Wie einst Lonoff in seiner Beziehung zu Amy Bellette, wird Zuckerman von dem Begehren nach einer jüngeren Muse verfolgt, doch ihm gelingt es nicht, die junge Jamie an sich zu binden. Während Zuckerman in Der Ghost Writer der damals unerreichbaren Amy noch die Biografie einer das Dritte Reich überlebenden Anne Frank andichtete, erfährt er nun ihre tatsächlichen und ganz unexzentrischen Erlebnisse im Holocaust, in dem sie Eltern und Geschwister verlor. Volker Hage fasste zusammen: „In Exit Ghost resümiert, korrigiert und ergänzt Roth die eigene Fiktion.“
Am Ende geht Zuckerman ab. Der letzte Satz des Romans lautet: „Er ist für immer fort.“ In einem Interview relativierte Philip Roth: „Ich habe ihn nicht umgebracht. Ich habe ihn bloß nach Hause geschickt.“ Allerdings sei sein Abgang endgültig. In einem anderen Gespräch ergänzte Roth, Zuckerman habe ihm geholfen, seine Ideen zu sortieren, und ihm eine Perspektive ermöglicht. Jetzt habe er ausgedient.

### Autobiografisches und Biografismus

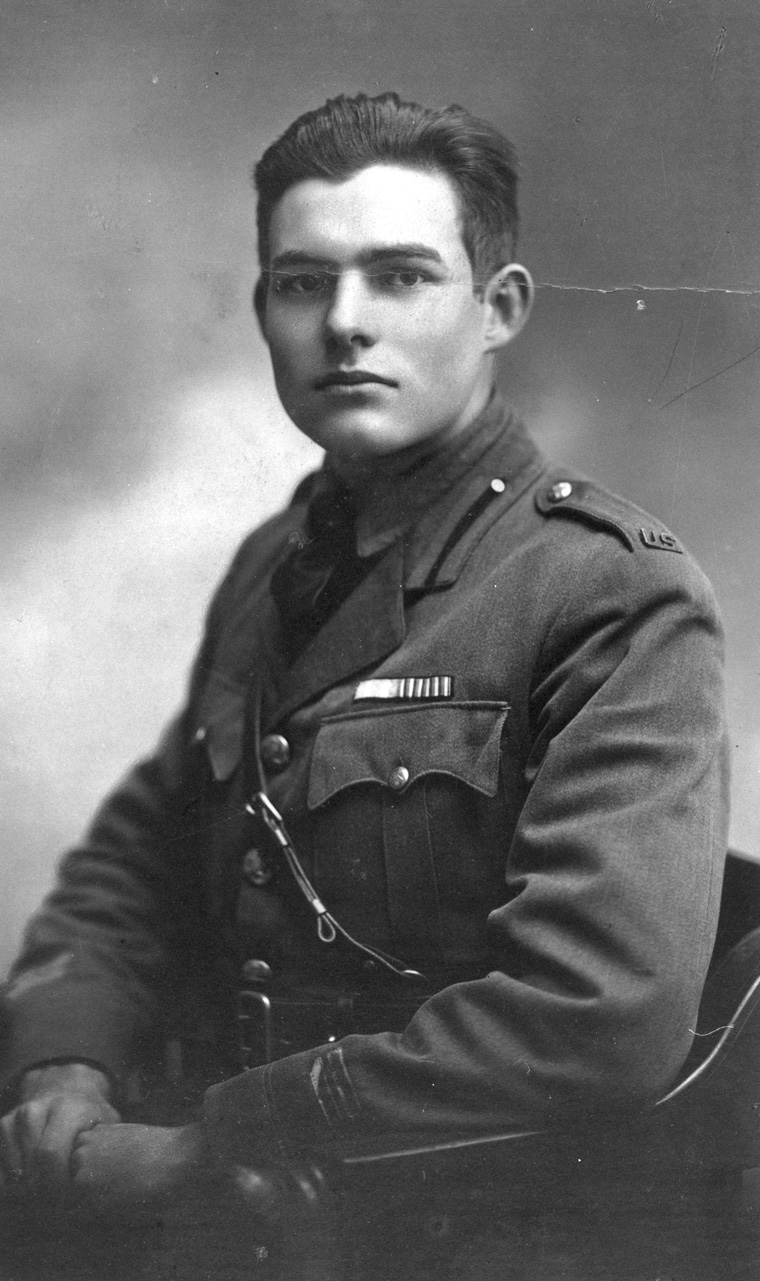
Ernest Hemingway, 1918. Ein essayhafter Einschub wendet sich gegen die Enträtselung seiner frühen Kurzgeschichten.

In Philip Roths Werk nahm die Selbstreferenzialität seit jeher ein großes Gewicht ein. Neben Zuckerman dienten noch andere Figuren als Alter Ego des Autors bis hin zu Erzählern, die direkt den Namen Philip Roth trugen. Auch den abschließenden Auftritt Zuckermans resümierte Volker Hage: „Roth nutzt den anspielungsreichen Roman Exit Ghost noch einmal als Plattform für das raffinierte Spiel mit der autobiographischen Suggestion.“ Wie sein Protagonist Zuckerman, lebte Philip Roth seit 1972 den Großteil seiner Zeit abgeschieden in Connecticut, um in späteren Jahren seinen Lebensmittelpunkt in die Upper West Side zu verlegen. Im Gegensatz zu Zuckerman besaß er zwar ein Handy, nutzte es aber kaum. Eine ähnliche politische Abstinenz wie die Zuckermans konnte sich Hage bei Roth, der in Exit Ghost seitenlang gegen Bush und seine Vertrauten polemisierte, kaum vorstellen. Dagegen werde der Leser durch Zuckermans von Gedächtnisaussetzern erschwerte, tastende Versuche eines letzten Romans unwillkürlich an den gleichaltrigen Roth selbst erinnert. Allerdings relativierte Roth in einem Interview mit Hermione Lee, auch mit Bezug auf Lonoffs tödliches Scheitern an seinem letzten Roman, er selbst sei von seiner Arbeit noch nie so zerschmettert gewesen wie seine Romanfiguren.
Gleichzeitig diente Roth sein Protagonist Zuckerman auch dazu, gegen einen zu ausgeprägten Biografismus Stellung zu beziehen. Als Kliman durch den Inzest Lonoffs dessen ganzes Werk erklären will bis hin zum unvollendeten Roman, über dem Lonoff bei der versuchten Verarbeitung des Jugenderlebnisses gestorben sei, stellt Zuckerman die Gegenthese auf, Lonoff habe sein eigenes Leben stets verschleiert und in diesem Roman lediglich Masken fremder Biografien aufgesetzt, etwa diejenige Nathaniel Hawthornes. Besonders pointiert wendet sich ein nicht abgeschickter Leserbrief Amy Bellettes an die New York Times gegen den biografischen Reduktionismus im Allgemeinen und gegen die Enträtselung der frühen Nick-Adams-Stories von Ernest Hemingway im Besonderen. Der australische Literaturkritiker Clive James sah in der Gleichzeitigkeit der autobiografischen Selbstentblößung Roths und Zuckermans Beharren, das Werk eines Autors ohne seine Biografie zu betrachten, einen „Möbius Strip Tease“, der niemals zu seiner Auflösung gelange. Es bleibe verborgen, wieweit Zuckerman, der selbst einst Lonoff nachstellte, Amy Bellettes antibiografische Thesen wirklich übernehme, und wieweit sie Roth als Autor teile. James zog das Fazit: Nachdem der Geist am Ende abgehe, bleibe der Leser mit der Frage zurück, wie wirklich er gewesen sei.

### Literarische Einflüsse und Anspielungen

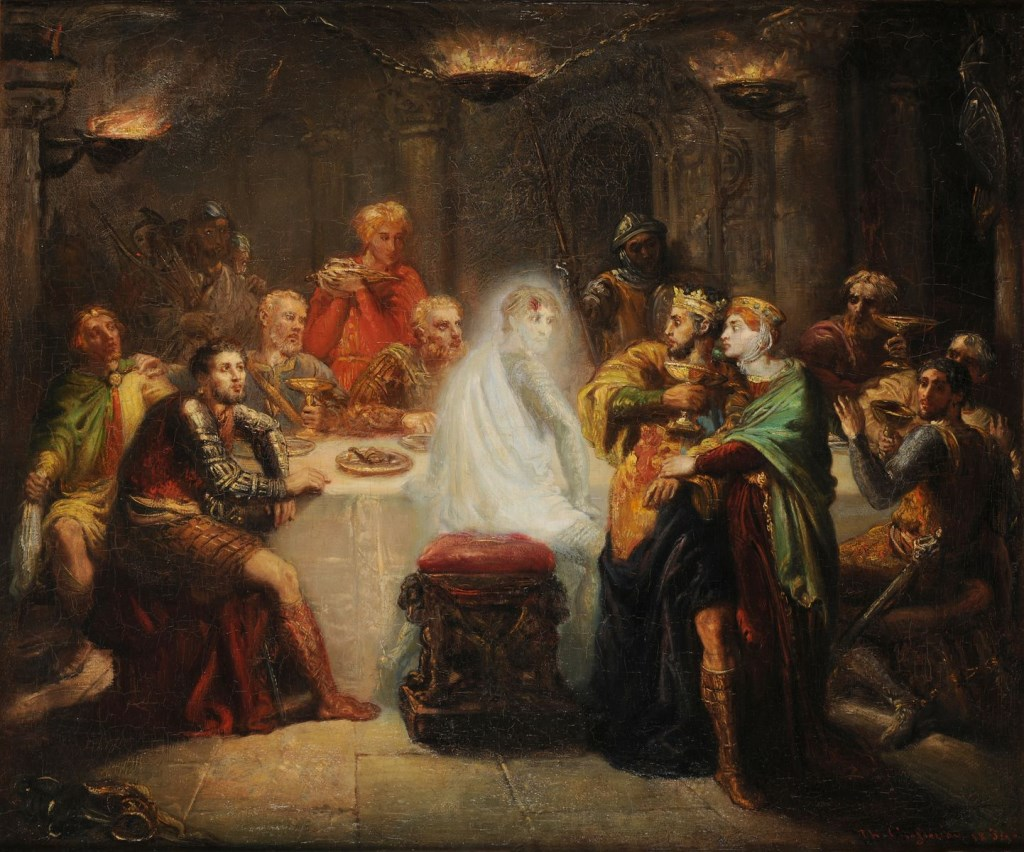
Macbeth erblickt Banquos Geist von Théodore Chassériau – eine Szene aus Macbeth, die den Romantitel inspirierte.

Dass Exit Ghost viele literarische Anspielungen beinhaltet, folgte für Philip Roth aus der Auswahl seiner Protagonisten: sie seien Schriftsteller, Übersetzer oder zumindest ernsthafte Leser, Menschen, die viel über Bücher redeten.
Der Titel des Romans Exit Ghost entstammt William Shakespeares Tragödie Macbeth. Er ist eine Regieanweisung für den Abgang von Banquos Geist. Roth las das Drama vor dem Besuch einer Theateraufführung. Als ihm die Regieanweisung ins Auge fiel, plante er sofort, sie als Titel seines neuen Buchs zu verwenden. Der Roman selbst folgte einer Grundidee aus Rip van Winkle: der Protagonist kehrt nach einem langen „Schlaf“ zurück in die Welt und findet sie verändert vor. Während der Arbeit an Exit Ghost las Roth Joseph Conrads Roman Die Schattenlinie, der ihn veranlasste, einzelne Wendungen Conrads zu übernehmen und seine eigene Lesebegeisterung im Roman auf Zuckerman zu übertragen. Diesem gelingt es zwar nicht, Jamie für sich einzunehmen, doch wenigstens in seinen fiktiven Geschichten der fiktiven Sie Conrads Roman schmackhaft zu machen. Neben Amy Bellettes Leserbrief fällt noch eine weitere essayhafte Passage aus der eigentlichen Handlung des Romans heraus: eine mehrseitige Würdigung des verstorbenen Sportschriftstellers George Plimpton samt einem Rednerauftritt Norman Mailers auf dessen Begräbnisfeier.

## Rezeption
Exit Ghost erreichte nach Verschwörung gegen Amerika und Jedermann als dritter Roman Philip Roths in Folge die Literatur-Bestsellerliste der New York Times. Die Kritiken in den amerikanischen Feuilletons waren respektvoll, aber gemischt. So urteilte Michael Dirda in der Washington Post: „Als Porträt des Künstlers als alter Mann liefert Exit Ghost Seiten von großer, trauriger Kraft. Aber als Kunstwerk bleibt der Roman unfokussiert, schafft es nie vollständig, die verschiedenen Fäden miteinander zu verknüpfen, sondern lässt sie am Ende einfach los.“ Michiko Kakutani sah in der New York Times Exit Ghost gegenüber Roths amerikanischer Trilogie als ein bescheidenes Unternehmen, verglichen mit Das sterbende Tier und Jedermann beinhalte es aber tiefempfundene Gefühle. Auch James Wood verglich die letzten beiden Romane Roths und urteilte im New Yorker, Exit Ghost sei „ein besserer Roman als Jedermann, verschachtelt, kunstvoll und bedrängend“. Er vermeide „Sentimentalitäten mit jener Komödie, die dem vorigen Roman fehlte. […] Doch die literarische Verschachtelung gibt diesem Roman seine tief eingebettete Komplexität und macht ihn zu einem reizvollen Essay über den Impuls des fiktionalen Schreibens.“ Clive James zog in der New York Times Book Review das Fazit: „Exit Ghost. Ein großartiger Titel. Das Buch eines großen Schriftstellers. Ein großes Buch? Vielleicht ist es bloß ein Teil eines Puzzles. Eines großen Puzzles, und gerade deswegen lebensgetreu.“
Auch in den deutschsprachigen Feuilletons waren die Reaktionen auf Exit Ghost geteilt. Für Gerrit Bartels im Tagesspiegel griff Roth in Exit Ghost seine Lieblingsthemen der letzten Jahre wieder auf, so dass er sich wünschte, Roth „möge mal wieder eine andere Platte auflegen“. Dennoch sei der Roman im Vergleich zu Das sterbende Tier und Jedermann „anders, besser. Dieser Roman verweist auf eigentlich jeden Strang in Roths weitverzweigtem Romanwerk, auf die Zuckerman-Trilogie, die vielen autobiografischen Spiegelfechtereien der neunziger Jahre in Büchern wie Täuschung oder Tatsachen sowie auf die Gesellschaftsromane der amerikanischen Trilogie.“ Aus Georg Diez’ Sicht in der Zeit geriet allerdings „der Roman schon nach knapp 50 Seiten einigermaßen ins Schlingern“. Er werde keine „vielschichtige Studie“ zur Entstehung von Literatur, sondern bloß ein „satirischer Kommentar zu Zuckermans Beschwerden“. Am Ende entgleite Roth „dieser seltsam unfertige Roman“. Nach der Einschätzung Sebastian Molls in der Frankfurter Rundschau wurde Exit Ghost „nicht dem Standard gerecht, den man von Philip Roth erwarten darf.“ Und er zog das Fazit: „Wenn die Selbstreflektion bei Roth nur noch derart brüchige Prosa produziert, dann ist die Trauer um Zuckerman nicht groß.“ Dagegen wünschte sich Julia Encke in der Frankfurter Allgemeinen Sonntagszeitung, Zuckerman könne nach dieser „Aufforderung zum letzten Tanz […] wiederkommen und für immer bleiben“. Der Roman sei „ein Sich-Aufbäumen gegen das Reich der Mutmaßung und Spekulation, gegen den ‚biographischen Reduktionismus‘ und das ‚Boulevardzeitungsgeschwätz‘ des Kulturjournalismus.“ Andrea Köhler wertete Exit Ghost in der Neuen Zürcher Zeitung als „einen so nuancenreichen und vielstimmigen Roman“, der „vielleicht das erste richtig poetische Buch dieses Meisters der Prosa geworden“ sei, in jedem Fall aber ein „schöner, schmaler Roman“.

### Ausgaben
- Philip Roth: Exit Ghost. Houghton Mifflin, New York 2007, ISBN 0-618-91547-8.
- Philip Roth: Exit Ghost. Hanser, München 2008, ISBN 978-3-446-23001-9.

### Sekundärliteratur
- Volker Hage: Ein Stellvertreter verschwindet. In: Volker Hage: Philip Roth. Bücher und Begegnungen, Hanser, München 2008, ISBN 978-3-446-23016-3, S. 141–149.